# Colle del Quazzo
Il colle del Quazzo (o colle del Quasso, o anche Valico delle Case Quazzo) è un valico stradale delle Alpi liguri situato a 1.090 m s.l.m., nei pressi della località Case Givasso.

## Geografia
Il colle si apre tra il Bric Meriano (a nord-ovest, 1.251 m) e il Bric Verdiola (a sud-est, 1.154 m). Si trova in comune di Garessio, a breve distanza dal confine con quello di Calizzano, e collega l'Alta Val Tanaro (a nord) con la Val Bormida.

## Accesso

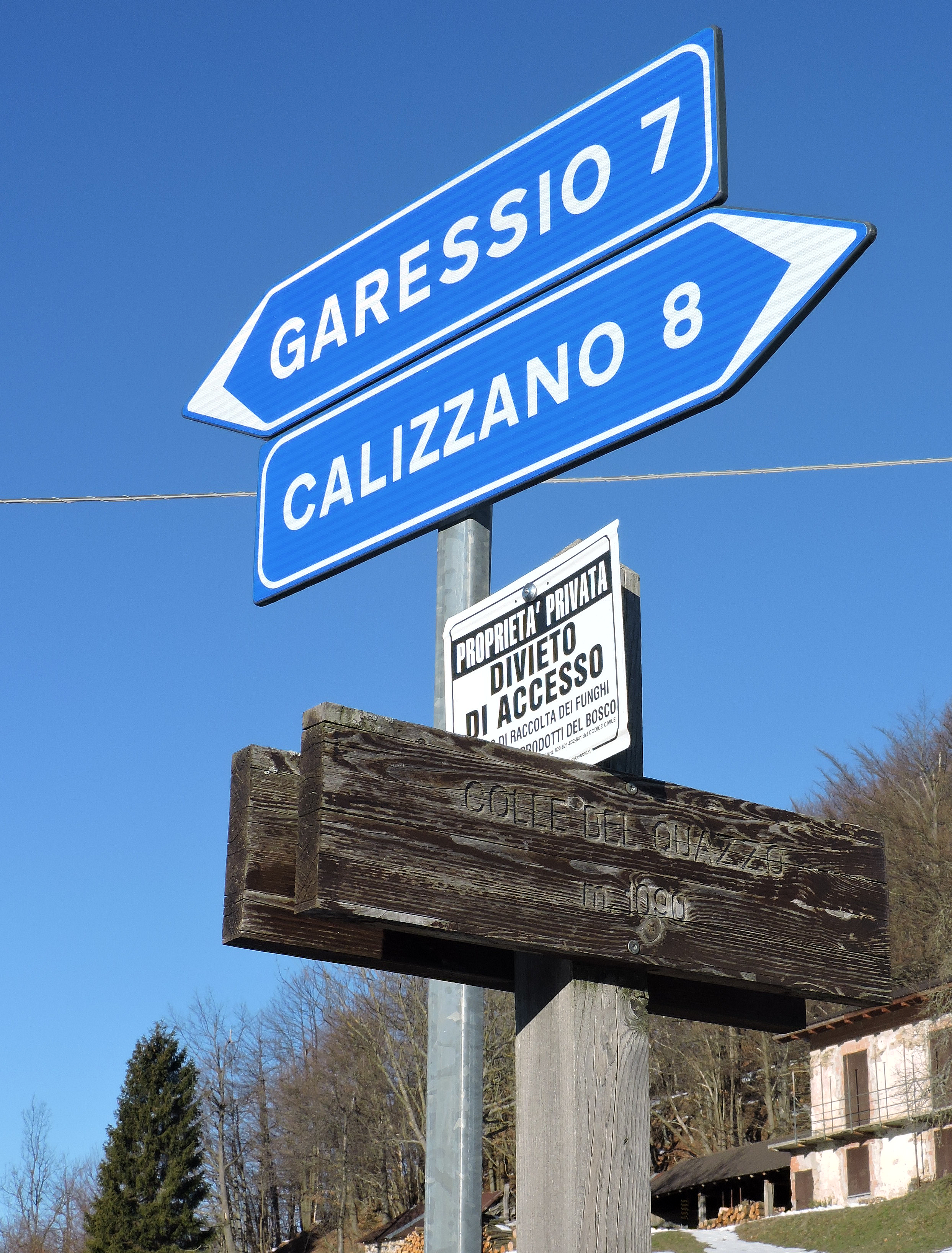
Seganali stradali e escursionistici al colle

Il passo è raggiungibile da Garessio con la SP n.213 (Garessio-Valsorda), che prosegue fino al confine con la Liguria, dove prosegue con il nome di SP n. 47 Calizzano - Garessio fino a Calizzano. È apprezzato dai ciclisti perché la strada si snoda in un bell'ambiente boscoso, è poco trafficata e offre belle vedute sulle montagne dei dintorni. La salita al colle può essere concatenata con quelle al Colle San Bernardo e al Colle Scravaion realizzando un interessante anello. Il colle del Quazzo è anche frequentato dai motociclisti.

## Escursionismo

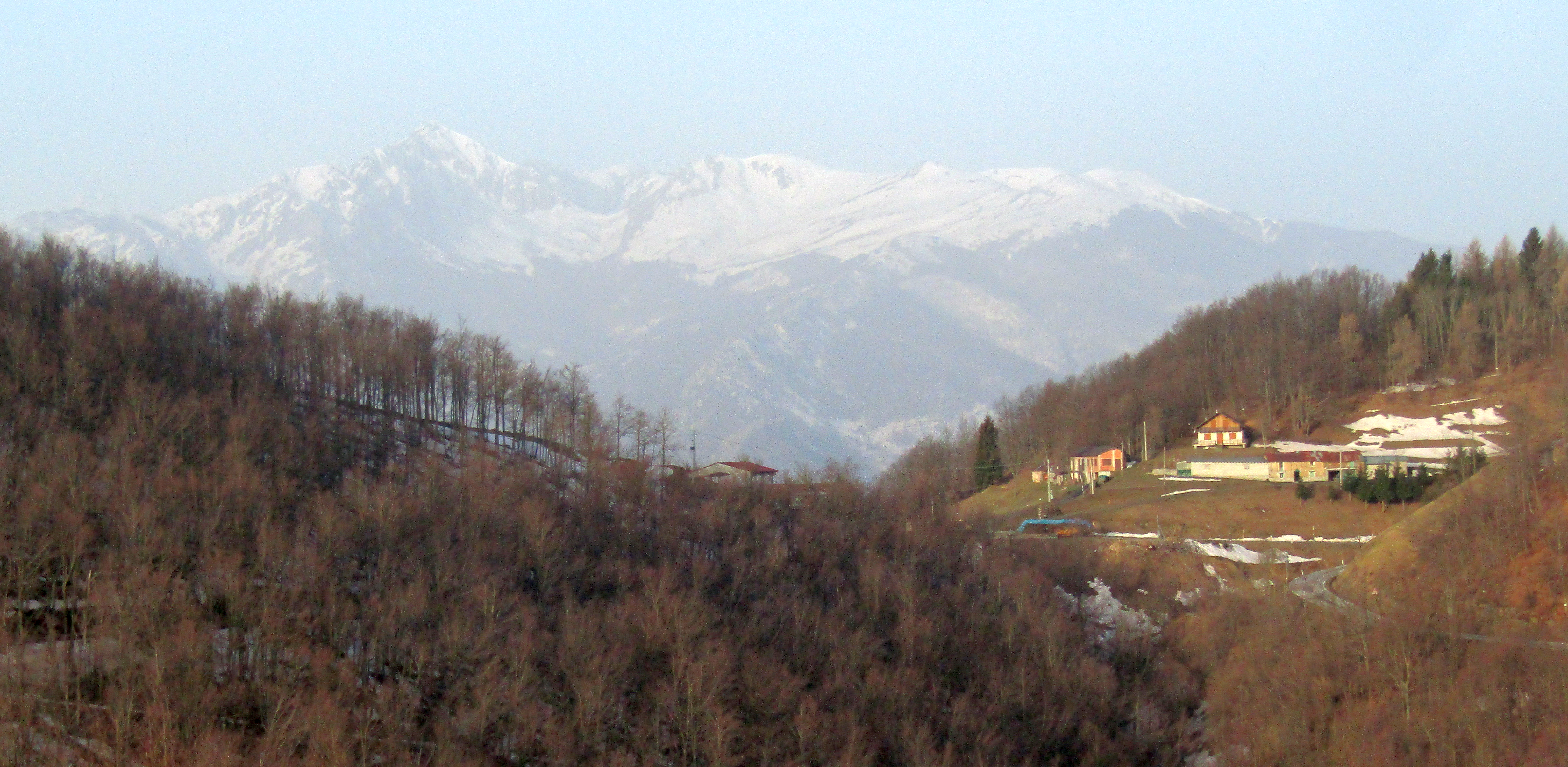
Vista dal Bric Agrifoglio

Dal colle parte un itinerario che permette di raggiungere il Monte Spinarda, frequentato sia d'estate che d'inverno, quando c'è neve con le ciaspole. È anche una base di partenza per raggiungere i vicini Bric Agrifoglio e monte Cianea.